# Alexander Meyer (calciatore 1983)
Alexander Meyer (Jülich, 19 ottobre 1983) è un ex calciatore tedesco, di ruolo difensore.

## Caratteristiche tecniche
Era un terzino sinistro.

## Carriera

### Club
Cresciuto nelle giovanili di Rödingen-Höllen, Jülich 1910, Germania Teveren e Bayer Leverkusen, tra il 2002 e il 2004 gioca nella seconda squadra del Bayer. Nel 2004 viene ceduto in prestito al Duisburg, con cui rimane fino al 2006. Nel 2006 la società lo riscatta per 150.000 euro ma dalla stagione 2007-2008 Meyer non scende più in campo ritirandosi dal calcio giocato nel luglio del 2010.

### Nazionale
Gioca un'amichevole nel 2003 con l'Under-20 tedesca, con la quale nel medesimo anno partecipa anche ai Mondiali di categoria.